# Giao tranh tại Longeau
Giao tranh tại Longeau là một hoạt động quân sự trong chiến dịch nước Pháp của quân đội Phổ – Đức trong các năm 1870 – 1871, đã diễn ra vào ngày 16 tháng 12 năm 1870, tại Longeau, gần thành phố Dijon, nước Pháp. Cuộc giao chiến đã kéo dài trong vòng ba tiếng đồng hồ, và kết thúc với chiến thắng của Lữ đoàn Bộ binh Phổ dưới quyền chỉ huy của tướng Von der Goltz thuộc Quân đoàn XIV của Đức dưới quyền chỉ huy của Thượng tướng Bộ binh August von Werder, trước một lực lượng của quân đội Pháp đã được viên tướng Pháp là Arbellot phái từ pháo đài Langres đến Longeau. Thất bại này đã mang lại cho người Pháp những thiệt hại đáng kể về nhân lực và khí giới. Đây cũng là một trong những dịp duy nhất trong cuộc chiến tranh mà người Đức tiếp cận đến tầm của các khẩu pháo ở thành trì hoặc các pháo đài bao quanh Langres.
Sau khi hội quân với một quân đoàn của Đức do tướng Keller chỉ huy tại Dijon, tướng Karl August von Werder đã xuống lệnh cho tướng von der Goltz kéo một đạo quân nhỏ đến pháo đài Langres về hướng bắc, để quan sát Langres. Đạo quân của Von der Goltz gồm có hai trung đoàn kỵ binh và ba khẩu đội pháo. Trong khi đó, vào buổi sáng ngày 16 tháng 12 năm 1870, 2.000 lính Pháp, với các lực lượng thuộc Tiểu đoàn Chiến tuyến số 50 do viên sĩ quan Kock chỉ huy và một số đại đội thuộc Tiểu đoàn Lâm thời số 56 do viên sĩ quan Regel chỉ huy, đã rời khỏi Langres đến Longeau. Họ được lệnh phải tiến chiếm Longeau để thám sát binh lực của đối phương. Nếu như quân đội Đức giành ưu thế, đội quân này của Pháp sẽ phải rút lui về Langres. Và, khi đang tiến quân qua Thil-Châtel với hai đội hình hàng dọc, Lữ đoàn Phổ đã đụng độ với đối phương, vốn được bố phòng vững chắc ở gần Longeau – khu vực tọa lạc tại giao điểm của các con đường Gray và Dion. Bị tập kích, quân đội Pháp đã chiến đấu dũng cảm, tuy nhiên trong một cuộc giao tranh quyết liệt, quân đội Phổ đã nhanh chóng đánh cho đối phương thảm bại. Quân Pháp bị buộc phải rút chạy về pháo đài Langres, với nhiều người bị bắt làm tù binh. Các sĩ quan hàng đầu của đội quân Pháp trong trận Longeau đều bị giết ngay từ đầu trận giao chiến, trong đó có Thiếu tá Kock. Regel cũng tử trận.
Trận thua tại Longeau cũng chính là lần duy nhất mà quân đội Pháp với các lực lượng đáng kể từ ba binh chủng đánh thọc ra từ Langres. Trong vòng mấy ngày sau chiến thắng này, Tướng Von der Goltz đã đánh đuổi các lực lượng Gardes-Mobiles đóng quân ở bên ngoài vào pháo đài, và chiếm giữ một vị trí đối diện với mạn bắc của pháo đài để phòng ngự đường sắt. Trên thực tế, Langres chưa bao giờ thực sự rơi vào sự đe dọa của quân đội Đức trong cuộc Chiến tranh Pháp - Phổ.